# Gymnastique artistique aux Jeux olympiques d'été de 2016
Pour des articles plus généraux, voir Gymnastique artistique aux Jeux olympiques et Gymnastique aux Jeux olympiques d'été de 2016.
Navigation
Londres 2012 Tokyo 2020
Les compétitions de gymnastique artistique aux Jeux olympiques d'été de 2016 à Rio de Janeiro au Brésil sont organisées du 6 août au 16 août à la HSBC Arena.

## Qualifications
La qualification est basée sur les résultats obtenus par les gymnastes sur deux compétitions : 
- Les championnats du monde de gymnastique artistique 2015, du 23 octobre 2015 au 1er novembre 2015 à Glasgow.
- Les épreuves pré-olympiques, en avril 2016, à Rio de Janeiro[1]

## Programme
| Q | Qualification | F | Finale |

| Épreuve↓/Date →             | Sam. 6 | Dim. 7 | Lun. 8 | Mar. 9 | Mer. 10 | Jeu. 11 | Dim. 14 | Lun. 15 | Mar. 16 |
| --------------------------- | ------ | ------ | ------ | ------ | ------- | ------- | ------- | ------- | ------- |
| Hommes                      |        |        |        |        |         |         |         |         |         |
| Concours général par équipe | Q      |        | F      |        |         |         |         |         |         |
| Concours général individuel | Q      |        |        |        | F       |         |         |         |         |
| Sol                         | Q      |        |        |        |         |         | F       |         |         |
| Cheval d'arçon              | Q      |        |        |        |         |         | F       |         |         |
| Anneaux                     | Q      |        |        |        |         |         |         | F       |         |
| Saut de cheval              | Q      |        |        |        |         |         |         | F       |         |
| Barres parallèles           | Q      |        |        |        |         |         |         |         | F       |
| Barre fixe                  | Q      |        |        |        |         |         |         |         | F       |
| Femmes                      |        |        |        |        |         |         |         |         |         |
| Concours général par équipe |        | Q      |        | F      |         |         |         |         |         |
| Concours général individuel |        | Q      |        |        |         | F       |         |         |         |
| Saut de cheval              |        | Q      |        |        |         |         | F       |         |         |
| Barres asymétriques         |        | Q      |        |        |         |         | F       |         |         |
| Poutre                      |        | Q      |        |        |         |         |         | F       |         |
| Sol                         |        | Q      |        |        |         |         |         |         | F       |

## Résultats

### Podiums masculins
| Épreuves                                         | Or                                                                        | Argent                                                                                   | Bronze                                                        |
| ------------------------------------------------ | ------------------------------------------------------------------------- | ---------------------------------------------------------------------------------------- | ------------------------------------------------------------- |
| Concours général par équipes résultats détaillés | Japon Kenzō Shirai Yūsuke Tanaka Kōji Yamamuro Kōhei Uchimura Ryōhei Katō | Russie Denis Ablyazin David Belyavskiy Ivan Stretovich Nikolai Kuksenkov Nikita Nagornyy | Chine Deng Shudi Lin Chaopan Liu Yang You Hao Zhang Chenglong |
| Concours général individuel résultats détaillés  | Kōhei Uchimura Japon                                                      | Oleh Vernyayev Ukraine                                                                   | Max Whitlock Grande-Bretagne                                  |
| Sol résultats détaillés                          | Max Whitlock Grande-Bretagne                                              | Diego Hypólito Brésil                                                                    | Arthur Mariano Brésil                                         |
| Cheval d'arçons résultats détaillés              | Max Whitlock Grande-Bretagne                                              | Louis Smith Grande-Bretagne                                                              | Alexander Naddour États-Unis                                  |
| Anneaux résultats détaillés                      | Elefthérios Petroúnias Grèce                                              | Arthur Zanetti Brésil                                                                    | Denis Ablyazin Russie                                         |
| Saut de cheval résultats détaillés               | Ri Se-gwang Corée du Nord                                                 | Denis Ablyazin Russie                                                                    | Kenzō Shirai Japon                                            |
| Barres parallèles résultats détaillés            | Oleh Vernyayev Ukraine                                                    | Danell Leyva États-Unis                                                                  | David Belyavskiy Russie                                       |
| Barre fixe résultats détaillés                   | Fabian Hambüchen Allemagne                                                | Danell Leyva États-Unis                                                                  | Nile Wilson Grande-Bretagne                                   |

### Podiums féminins
| Épreuves                                         | Or                                                                                          | Argent                                                                                   | Bronze                                                     |
| ------------------------------------------------ | ------------------------------------------------------------------------------------------- | ---------------------------------------------------------------------------------------- | ---------------------------------------------------------- |
| Concours général par équipes résultats détaillés | États-Unis Simone Biles Gabrielle Douglas Lauren Hernandez Madison Kocian Alexandra Raisman | Russie Angelina Melnikova Aliya Mustafina Maria Paseka Daria Spiridonova Seda Tutkhalian | Chine Fan Yilin Mao Yin Tan Jiaxin Shang Chunsong Wang Yan |
| Concours général individuel résultats détaillés  | Simone Biles États-Unis                                                                     | Aly Raisman États-Unis                                                                   | Aliya Mustafina Russie                                     |
| Saut de cheval résultats détaillés               | Simone Biles États-Unis                                                                     | Maria Paseka Russie                                                                      | Giulia Steingruber Suisse                                  |
| Barres asymétriques résultats détaillés          | Aliya Mustafina Russie                                                                      | Madison Kocian États-Unis                                                                | Sophie Scheder Allemagne                                   |
| Poutre résultats détaillés                       | Sanne Wevers Pays-Bas                                                                       | Lauren Hernandez États-Unis                                                              | Simone Biles États-Unis                                    |
| Sol résultats détaillés                          | Simone Biles États-Unis                                                                     | Alexandra Raisman États-Unis                                                             | Amy Tinkler Grande-Bretagne                                |

### Tableau des médailles
- Pays organisateur (Brésil)

### Hommes
| Rang  | Nation          | Or | Argent | Bronze | Total |
| ----- | --------------- | -- | ------ | ------ | ----- |
| 1     | Grande-Bretagne | 2  | 1      | 2      | 5     |
| 2     | Japon           | 2  | 0      | 1      | 3     |
| 3     | Ukraine         | 1  | 1      | 0      | 2     |
| 4     | Allemagne       | 1  | 0      | 0      | 1     |
| 4     | Corée du Nord   | 1  | 0      | 0      | 1     |
| 4     | Grèce           | 1  | 0      | 0      | 1     |
| 7     | Russie          | 0  | 2      | 2      | 4     |
| 8     | Brésil          | 0  | 2      | 1      | 3     |
| 8     | États-Unis      | 0  | 2      | 1      | 3     |
| 10    | Chine           | 0  | 0      | 1      | 1     |
| Total | Total           | 8  | 8      | 8      | 24    |

### Femmes
| Rang  | Nation          | Or | Argent | Bronze | Total |
| ----- | --------------- | -- | ------ | ------ | ----- |
| 1     | États-Unis      | 4  | 4      | 1      | 9     |
| 2     | Russie          | 1  | 2      | 1      | 4     |
| 3     | Pays-Bas        | 1  | 0      | 0      | 1     |
| 4     | Allemagne       | 0  | 0      | 1      | 1     |
| 4     | Chine           | 0  | 0      | 1      | 1     |
| 4     | Grande-Bretagne | 0  | 0      | 1      | 1     |
| 4     | Suisse          | 0  | 0      | 1      | 1     |
| Total | Total           | 6  | 6      | 6      | 18    |

### Confondu
| Rang  | Nation          | Or | Argent | Bronze | Total |
| ----- | --------------- | -- | ------ | ------ | ----- |
| 1     | États-Unis      | 4  | 6      | 2      | 12    |
| 2     | Grande-Bretagne | 2  | 1      | 3      | 6     |
| 3     | Japon           | 2  | 0      | 1      | 3     |
| 4     | Russie          | 1  | 4      | 3      | 8     |
| 5     | Ukraine         | 1  | 1      | 0      | 2     |
| 6     | Allemagne       | 1  | 0      | 1      | 2     |
| 7     | Corée du Nord   | 1  | 0      | 0      | 1     |
| 7     | Grèce           | 1  | 0      | 0      | 1     |
| 7     | Pays-Bas        | 1  | 0      | 0      | 1     |
| 10    | Brésil          | 0  | 2      | 1      | 3     |
| 11    | Chine           | 0  | 0      | 2      | 2     |
| 12    | Suisse          | 0  | 0      | 1      | 1     |
| Total | Total           | 14 | 14     | 14     | 42    |